# الدوري الأدرياتيكي 2004–05
الدوري الأدرياتيكي 2004–05 (بالصربية: Јадранска лига у кошарци 2004/05.)‏ هو الموسم 4 من  الدوري الأدرياتيكي. أقيم خلال الفترة 6 أكتوبر 2004 وحتى 1 مايو 2005، وأشرف على تنظيمه اتحاد الدوريات الأوروبية لكرة السلة ‏، وكان عدد الأندية المشاركة فيه  16، وفاز فيه KK Vršac ‏.